# František Chlouba
František Chlouba (6. ledna 1876 Černčice – 15. srpna 1943 Černčice) byl československý politik a meziválečný poslanec Národního shromáždění za Komunistickou stranu Československa.

## Biografie
Vyučil se zámečníkem. Pracoval potom v Lounech v železničních dílnách. Roku 1904 zakládal organizaci sociálně demokratické strany v rodných Černčicích. Působil jako redaktor listu Lounské rozhledy a Lounský obzor, později redaktor Průboje. Počátkem 20. let patřil mezi zakladatele KSČ na Lounsku. Byl funkcionářem Dělnické tělovýchovné jednoty. Byl členem revizní komise ÚV KSČ. Podle údajů k roku 1927 byl profesí redaktorem v Černčicích u Loun.
V parlamentních volbách v roce 1925 získal za Komunistickou stranu Československa mandát v Národním shromáždění.